# Mosquée du voïvode Čoban Hasan
La mosquée du voïvode Čoban Hasan, également connue sous le nom de Čobanija džamija, est située en Bosnie-Herzégovine, sur le territoire de la Ville de Sarajevo. Construite avant 1565, elle est inscrite sur la liste provisoire des monuments nationaux de Bosnie-Herzégovine.